# 제주특별자치도감사위원회
제주특별자치도 감사위원회(濟州特別自治道 監査委員會)는 중앙감사의 과다 및 중복 등의 폐해를 해소하고 감사의 독립성 및 전문성, 책임성을 강화시켜 감사원 및 국정감사를 제외한 중앙행정기관의 외부감사를 없애고 자치이념에 부합되는 민주적·자율적 내부통제시스템을 구축하기 위해 설립된 제주특별자치도청 소속기관으로 인사청문회를 거쳐 도의회 동의를 얻어 임명되는 제주특별자치도 감사위원회 위원장은 2급 상당의 정무직 지방공무원으로 보하고 위원장 1인을 포함한 7인 이내의 위원으로 구성되는 합의제 행정기관이다. 사무국을 두어 사무국장은 3급 일반직 지방공무원 또는 3급 상당 특정직 지방공무원으로 보한다. 공정한 자치감사를 위하여 그 직무에 있어서는 독립된 지위를 가지며 위원장과 6인의 위원이 모여 감사위원회의를 개최한다. 제주특별자치도 서귀포시 신중로 37 (법환동)에 위치하고 있다.

## 설립 근거
- 제주특별자치도 설치 및 국제자유도시 조성을 위한 특별법

## 연혁
- 2006년 2월 21일 「제주특별자치도 설치 국제자유도시 조성을 위한 특별법」 제정
- 2006년 4월 12일 「제주특별자치도 감사위원회 구성 및 운영에 관한 조례」 제정
- 2006년 5월 10일 「제주특별자치도 행정기구 설치조례」 제정
- 2006년 7월 1일 제주특별자치도 감사위원회 사무국 설치
- 2006년 10월 2일 초대 감사위원장 임명(위원장 신행철)
- 2006년 10월 10일 감사위원 위촉 - 6명 (도의회 추천 3, 도지사 추천 3)
- 2006년 10월 11일 「제주특별자치도주민감사청구인 수에 관한 조례」 제정
- 2006년 10월 25일 제1회 감사위원회의 개최
- 2006년 11월 20일 「제주특별자치도감사위원회 자치 감사 규정」 제정
- 2007년 2월 21일 「시민감사관 운영규정」제정
- 2007년 3월 19일 감사위원회 독립청사 이전

- 서귀포시 시청로 29(법환동 731), 구 서귀포시 의회 청사
- 2008년 3월 5일 감사위원회 조직 변경(팀제 → 과제)

- 1사무국 2팀 6담당 → 1사무국 2과 6담당
- 2008년 11월 19일 고찬식 제2대 감사위원장 취임
- 2011년 10월 24일 염차배 제3대 감사위원장 취임
- 2011년 11월 30일 도민 불편사항 해결과 효율적 감사추진을 위한 감사정보 수집 및 관리 지침 제정
- 2021년 5월 3일 손유원 제6대 감사위원장 취임

## 주요 업무
- 제주특별자치도청과 소속 행정기관 감사 및 처분
- 제주특별자치도지사의 감독을 받는 지방공기업, 단체, 법인 및 조합 감사 및 처분
- 제주특별자치도교육청과 소속 교육기관 및 교육행정기관 감사 및 처분
- 제주특별자치도로 이관되는 특별지방행정기관에 대한 감사 및 처분
- 중앙행정기관이 감사위원회에 감사 의뢰하는 기관 감사 및 처분
- 변상명령 및 재심의
- 공무원 징계 및 문책처분 요구
- 시정 등의 요구, 개선요구 및 권고
- 공직기강 감찰활동
- 감사원 및 대통령비서실, 국무총리실 조사관련 업무
- 국민권익위원회 관련 소관 업무 처리
- 공무원 비위조사 처리
- 다수인 민원처리
- 진정 등 민원사항 처리
- 민원부조리 신고 창구 운영
- 공무원 사이버 범죄조사
- 시민감사관제 운영
- 적극행정 면책제도 운영

## 조직

### 감사위원(6인)

#### 사무국
- 감사과
  - 감사1담당
  - 감사2담당
  - 감사3담당
  - 감사4담당
- 조사과
  - 조사1담당
  - 조사2담당

## 역대 위원장
| 대수 | 이름           | 임기                                | 출생지               | 출신학교       | 비고                            |
| ---- | -------------- | ----------------------------------- | -------------------- | -------------- | ------------------------------- |
| 초대 | 신행철(申幸澈) | 2006년 10월 2일 ~ 2008년 10월 2일   | 제주 북제주(현 제주) | 서울대         | 제주대 교수&한국사회학회 부회장 |
| 2대  | 고찬식(高贊植) | 2008년 11월 19일 ~ 2011년 10월 21일 | 일본 오사카          | 한국방송통신대 | 감사위원회 감사위원             |
| 3대  | 염차배(廉次培) | 2011년 10월 24일 ~ 2014년 10월 23일 | 경남 창원            | 경북대         | 감사연구원장                    |
| 4대  | 오창수         | 2015년 1월 14일 ~ 2018년 1월 13일   | 제주                 | 육군사관학교   | 제주방송 사장                   |
| 5대  | 양석완         | 2018년 2월 6일 ~ 2021년 2월 5일     |                      | 제주대         | 제주대 법학전문대학원 명예교수  |
| 6대  | 손유원(孫裕遠) | 2021년 5월 1일 ~ 2024년 4월 30일    | 제주시               | 제주대         | 제주특별자치도의회 도의원       |